# Flieger Bataillon Nr. 2
Flieger-Bataillon Nr. 2 – FlgBtl 2 – jedna z 5 większych jednostek taktycznych lotnictwa niemieckiego Luftstreitkräfte utworzona przed wybuchem I wojny światowej tego typu.

## Informacje ogólne
Jednostka powstała w 1913 roku i składała się z trzech kompanii pruskich. Podporządkowana była Inspektion der Fliegertruppen oraz 5 Armii.

### Skład batalionu w sierpniu 1914
| Lokalizacja          | Jednostka                                        | Dowódca                                |
| -------------------- | ------------------------------------------------ | -------------------------------------- |
| 1 kompania Poznań    | Feldflieger-Abteilung 13                         | kpt. Alfred Streccius                  |
| 1 kompania Poznań    | Feldflieger-Abteilung 19                         | kpt. Florian von Poser und Großnädlitz |
| 1 kompania Poznań    | Festtungsfliegerabteilung 4 (Festung Posen)      | Rittmeister v. Hantelmann              |
| 1 kompania Poznań    | Etappen Flugzeug Park 8                          | najor Kuckein                          |
| 2 kompania Grudziądz | Feldflieger-Abteilung 16                         | Wilhelm Schmoeger                      |
| 2 kompania Grudziądz | Feldflieger-Abteilung 17                         | kpt. Dincklage                         |
| 2 kompania Grudziądz | Festtungsfliegerabteilung 6 (Festung Graudenz)   | por. Donnevert                         |
| 3 kompania Królewiec | Feldflieger-Abteilung 14                         | kpt. Heinrich                          |
| 3 kompania Królewiec | Feldflieger-Abteilung 15                         | kpt. Hans Donat                        |
| 3 kompania Królewiec | Festtungsfliegerabteilung 5 (Festung Königsberg) | kpt. Lölhöffel von Löwensprung         |
| 3 kompania Królewiec | Festtungsfliegerabteilung 7 (Festung Boyen)      | kpt. Freiherr v. d. Goltz              |

## Dowódcy Jednostki
| Stopień | Nazwisko | Okres |
| ------- | -------- | ----- |
| Major   | Roethe   |       |
| Major   | Kuckein  |       |